# Прастио (Келаки)
Прастио̀ (на гръцки: Πραστιό, Прастьо̀) е село в Кипър, окръг Лимасол. Според статистическата служба на Република Кипър през 2001 г. селото има 81 жители.
Намира се до Келаки.